# Kansasiella
Kansasiella è un genere estinto di pesci ossei appartenenti agli attinotterigi (pesci a pinne raggiate), vissuto durante il Carbonifero superiore in Nord America. L’unica specie nota è Kansasiella eatoni.

## Descrizione
Kansasiella eatoni è noto da esemplari eccezionalmente conservati che comprendono neurocranio e le ossa dermiche associate. Il suo endocranio, studiato dettagliatamente, rivela caratteristiche neurocraniche considerate chiave per comprendere la morfologia degli attinotterigi paleozoici. 
Tra le peculiarità distintive del genere vi è la presenza di uscite accoppiate per le arterie epibranchiali e per le aorte laterali. Dopo aver lasciato il canale aortico, ciascuna aorta laterale probabilmente originava direttamente le arterie epibranchiali I e II, e anteriormente l’arteria efferente ioidea e l’arteria orbitale.
Il neurocranio di Kansasiella mostra due canali distinti provenienti dalla cavità cerebrale diretti verso la camera trigeminofacciale. Il primo canale, più ampio, si apre nella parte antero-dorsale della camera e trasportava sia il nervo trigemino che i rami laterali del nervo facciale (rami oftalmico superficiale, buccale e otico). Il secondo canale, che si apre posteroventralmente rispetto al primo, era deputato al passaggio dei tronchi palatino, ioideo e opercolare del nervo facciale. Questa configurazione è condivisa con altri attinotterigi basali come Pteronisculus stensiöi, ma differisce da forme come Lawrenciella, che presenta un’organizzazione vascolare e nervosa differente.

## Classificazione
I fossili di Kansasiella eatoni furono inizialmente scoperti nei primi decenni del Novecento in noduli fosfatici del Carbonifero superiore in Kansas, ma vennero descritti solo nel 1974 da Poplin.
Kansasiella è spesso posto vicino alla base dei Neopterygii - stelo nelle analisi filogenetiche. La sua morfologia cranica ha fornito punti di riferimento fondamentali per comprendere la transizione verso forme più derivate. Il genere è stato oggetto di studi comparativi con altri attinotterigi del Paleozoico superiore, come Phoebeannaia dal Bashkiriano del Regno Unito, che mostra notevoli somiglianze neurocraniche e suggerisce l'esistenza di un clado di pesci con caratteristiche anatomiche simili.